# Флотація вугілля

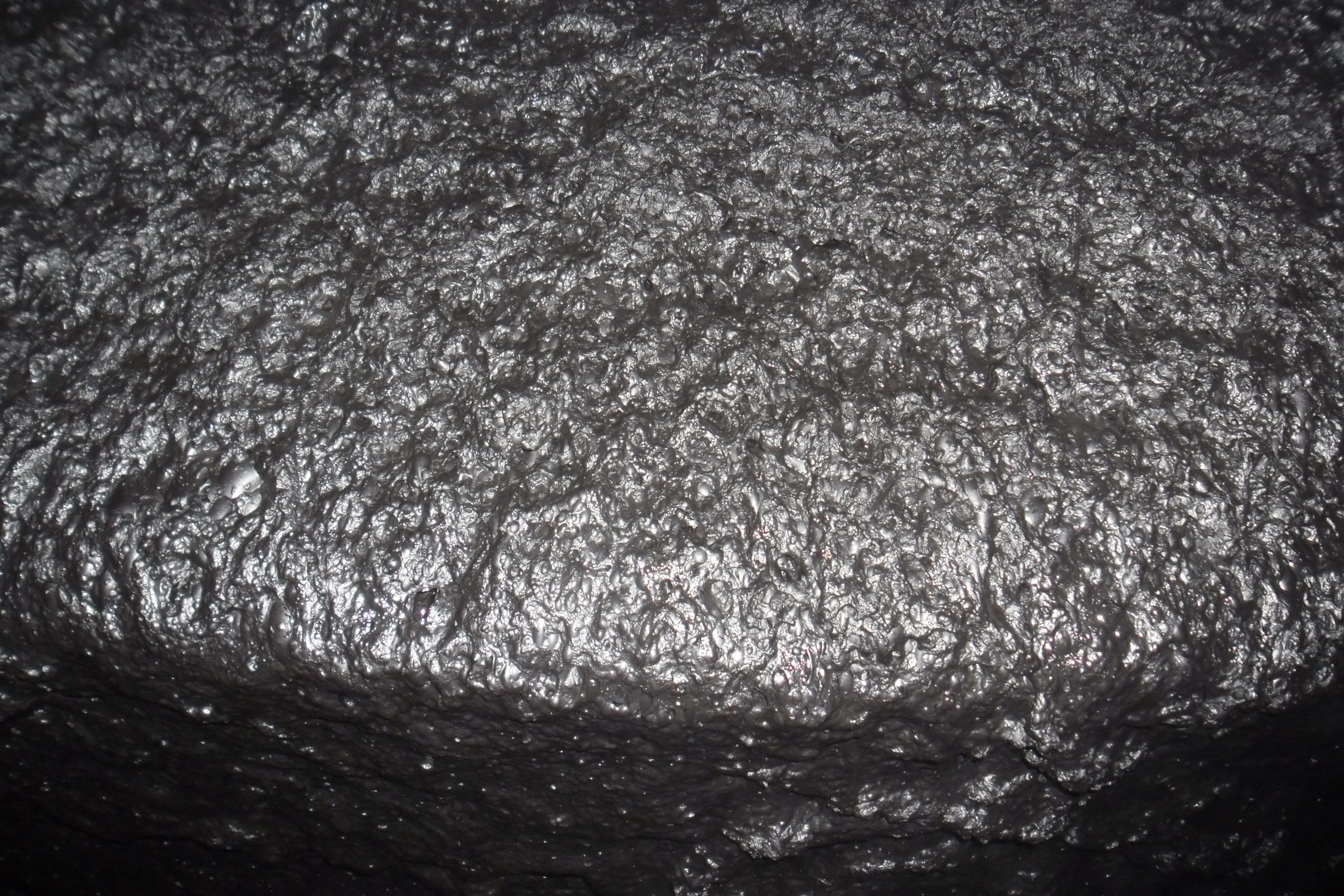
Флотаційна вуглевмісна піна.

Флотація вугілля

## Загальна характеристика
Флотація є єдиним широко застосовуваним ефективним методом збагачення вугільних шламів крупністю 0–0,5 мм. Широке промислове використання флотації обумовлено в основному значними масштабами видобування кам'яного вугілля і механізацією вугледобування, що приводить до збільшення вмісту класу -0,5 мм до 20–25 %.
Флотаційні властивості вугілля залежать від його мінералого-петрографічного складу, ступеня окиснення поверхні зерен і характеру (складу і дисперсності) включень пустої породи.
Вугілля неоднорідне за своїм складом і будовою. Макроскопічно розрізняємі складні частини вугілля, які мають однорідний блиск і будову, в вуглепетрографії називають інгредієнтами (в міжнародній класифікації — літотипами). Розрізняють чотири генетичних типи інгредієнтів: надблискучий (вітрен), блискучий (кларен), матовий (дюрен) і матовий сажистий (фюзен). Перехідні літотипи — дюрено-кларен, кларено-дюрен.
Блискучі інгредієнти флотуються краще матових, тому при високому вмісті блискучих інгредієнтів флотованість органічної маси вугілля збільшується. Флотованість вугілля знижується при зростанні ступеня їхнього окиснення, збільшення вмісту мінеральних домішок (особливо глинистих), а також ступеня їхньої дисперсності і рівномірності розподілу у органічної речовині.
Ефективність флотаційного збагачення вугілля у значній мірі визначається підготовкою пульпи до флотації, у процесі якої вирішуються такі питання:
- отримання однорідного живлення флотації (змішуванням усіх шламових потоків у демпферній ємності);
- запобігання надходження на флотацію крупнозернистого матеріалу, який зазвичай втрачається у хвостах (класифікацією у гідроциклонах);
- забезпечення необхідного контакту пульпи з реагентами (в апаратах АКП).

## Фактори що впливають на процес
На ефективність флотації впливають такі фактори: мінеральний склад цінних і породних компонентів, гранулометричний склад живлення флотації, стан поверхні флотованого матеріалу (гідрофільно-гідрофобний баланс поверхні і контрастність вугілля та породи за змочуваністю), температура пульпи, схема флотації. Тривалість флотації, густина пульпи, ступінь аерації, конструкція машини впливають не тільки на ефективність, але й на продуктивність машини по вихідному матеріалу.
Мінеральний склад корисної копалини визначає умови її флотації. Характеристика збагачуваного матеріалу включає не тільки його мінералогічний склад, але й властивості окремих мінералів, їх співвідношення, характер зростання, наявність ізоморфних домішок, вторинні зміни мінералів (вивітрювання, окиснення тощо). Мінеральний склад впливає на вибір реагентів, їх витрату і схему флотації. Крупність подрібненої корисної копалини, що надходить на флотацію, повинна забезпечити повноту розкриття мінеральних зерен. Водночас пульпа не повинна містити надмірно крупних зерен і надмірно тонких частинок. Крупні зерна при флотації значною мірою втрачаються з відходами, а тонкі — не мають можливості закріпитися на повітряній бульбашці внаслідок неефективності механізмів зустрічі «вугільне зерно — бульбашка повітря» та недостатності енергії для розриву гідратних шарів на межі розділу фаз. Крім того, тонкі зерна поглинають велику кількість збирача і заглушають флотацію крупних зерен (налипають на їхню поверхню і гідрофілізують її).
Реагентний режим включає перелік використовуваних флотаційних реагентів, їх дозування, черговість і точки подачі, тривалість попереднього контакту з пульпою. Реагентний режим розробляється з урахуванням особливостей збагачуваної корисної копалини. Він має забезпечити одержання найкращих показників збагачення при мінімально можливих економічних витратах.
Тривалість флотації у кожній операції визначається дослідним шляхом. Чим більша тривалість флотації, тим вище вилучення флотованого продукту, але нижча його якість. При недостатній тривалості флотації збільшуються втрати флотованого продукту. Залежно від властивостей флотованого вугілля тривалість флотації складає 4-10 хв. 
Температура пульпи впливає на інтенсивність фізичних і хімічних процесів, що протікають у ній. При підвищенні температури пульпи збільшується розчинність і дисперсність важкорозчинних збирачів, що інтенсифікує процес флотації і зменшує витрати флотаційних реагентів. Для підігріву пульпи зазвичай використовують водний пар. 
Конструкція флотаційної машини повинна забезпечити достатнє перемішування, оптимальний ступінь аерації пульпи, ефективне диспергування повітря і спокійну зону піноутворення.

## Реагентний режим флотації
В основному як збирачі при флотації вугілля застосовують аполярні ароматичні реагенти ААР-1 і ААР-2, рідше гас або його ароматизовану фракцію АФ-2, а як спінювачі — вищі спирти, масло Х і пінореагент. Витрата аполярних реагентів становить 800–2500 г/т, гетерополярних реагентів — 50–200 г/т. Зміна співвідношення витрат аполярного і гетерополярного реагентів є одним із заходів регулювання флотаційного процесу і якості продуктів збагачення. Зниження зольності концентратів досягається збільшенням частки збирача. Підвищення ступеня окиснення вихідного шламу і його розрідження вимагає, навпаки, збільшення частки гетерополярного спінювача. Для шламів з високим вмістом глинистого матеріалу доцільна роздрібнена подача реагентів, яка зазвичай обмежується двома-трьома точками: 70–75 % загальної витрати подається у вузол підготовки пульпи до флотації, а решта — у камери флотомашин. Підвищення ефективності дії і зниження витрати реагентів досягається їхнім емульгуванням у апаратах АКП. Тривалість контакту реагентів з пульпою становить 2–5 хв., а тривалість флотації — 6–9 хв.
За рубежем як аполярні реагенти використовують газові, дизельні, парафінові і нафтові масла, креозоти і дистильовані кам’яновугільні масла. Поверхнево-активними реагентами служать крезоли, соснова олія, феноли, ксиленоли, метилізобутілкарбінол.

## Інші режимні параметри флотації
Оптимальний вміст твердої фази у пульпі, що надходить на флотацію складає для вугілля марок Г, Д — 80–120 кг/м³, марок Ж, К, ПС, П — 120–150 кг/м³; для антрацитів — 150–180 кг/м³; для вугілля, що видобувається гідравлічним способом — 40–100 кг/м³. При великому вмісті у шламах глинистого матеріалу густина флотаційної пульпи і продуктивність флотомашини знижуються, а витрата реагентів збільшується. Величина рН мало впливає на технологічні показники флотації і на вуглезбагачувальних фабриках становить 7,5–8,2. Таким чином, вибір раціональної схеми флотації залежить від таких факторів: вимог до якості продуктів флотації, зольності і ступеня метаморфізму вихідного вугілля, його гранулометричного складу, вмісту проміжних фракцій, наявності глини і порід, що розмокають, петрографічного складу, флотаційної активності, характеристик флотомашин, продуктивності флотаційного відділення, техніко-економічних показників і ін. 

## Схеми флотації вугілля

в – з перечищенням усього концентрату; 1-6 – флотаційні камери.

На більшості вітчизняних вуглезбагачувальних фабрик для одержання кондиційних продуктів за один прийом застосовуються прямі схеми флотації, за якими пінний продукт з усіх камер направляється у концентрат, а хвости видаляються з останньої камери. Прямі схеми застосовують зазвичай при зольності живлення не більше 20 % і флотації розріджених пульп. 
При флотації вугільних шламів підвищеної зольності застосовують складніші схеми або прості (прямі) з розбавленням пульп. Найбільш розповсюдженою є схема з перечисною флотацією концентрату останніх камер. Значно рідше при флотації дуже зольних і важкозбагачуваних шламів використовується схема з перечищенням усього концентрату основної флотації. При великому об’ємі концентрату його перечищають у окремій машині. Схеми з контрольною флотацією відходів основної флотації для зниження втрат корисного компоненту при збагаченні вугілля не застосовують. Технологічні показники флотації коливаються у широкому діапазоні у залежності від зольності вихідного живлення, шламоутворення і інших факторів, що впливають на вибір схеми флотації. Зольність вугільного концентрату становить 8–10 %, зольність відходів — 70–75 %. Але у зв’язку з дефіцитністю флотаційних реагентів і їх високою вартістю сьогодні широке застосування при збагаченні шламів знаходить гвинтова сепарація, яка дозволяє переробляти шлами крупністю 0,1–3 мм (при флотації 0–0,5 мм). Шлами розділяються в гідроциклоні типу ГЦ за крупністю 0,2 мм. Клас крупністю +0,2 мм збагачується гвинтовою сепарацією, а шлами крупністю -0,2 мм — флотацією. При збагаченні шлами розділяються на два продукти: концентрат і відходи. Концентрат надходить на фільтрування і сушку, а відходи — на згущення і фільтрування. 
При зольності вугільних шламів 20–35 % така схема дозволяє отримати концентрат зольністю 7–12 % і відходи зольністю до 75 %.

## Флотаційні машини
Механічні флотаційні машини для збагачення вугілля випускаються фірмами «Вемко» і «Денвер Суб-А» (США), «Гумбольдт-Ведаг» (Німеччина), «Мінемет» (Франція) та ін.

## Використання вугільних концентратів
Вугілля використовується для багатьох цілей: для виробництва металургійного коксу, хімічних продуктів, електроенергії, електродної продукції, карбіду, при агломерації залізних руд і для інших технічних і технологічних потреб.
Зольність вугілля для коксування не повинна перевищувати 8 %. Збільшення зольності коксу на 1 % тягне за собою його перевитрати на виплавку чавуну в доменній печі на 2,5 % і зниження продуктивності печі на 4 %. В енергетичному вугіллі підвищена зольність приводить до зниження теплоти згоряння. Вугілля, що використовується для виробництва синтетичного бензину, повинно мати зольність не більше 5–6 % при вологості 2 %; для виготовлення електродів потрібно вугілля з зольністю, що не перевищує 2–3 %. Підвищення зольності вугілля на 1 % знижує його ціну на 2,5 %.
Для задоволення потреб економіки Україна щорічно використовує близько 100 млн т вугілля, з яких майже 80 млн т видобувається вітчизняними підприємствами Донецького, Дніпровського і Львівсько-Волинського вугільних басейнів.